# 横浜の女
「横浜の女」（よこはまのひと）は、北島三郎のシングル。1979年4月25日に日本クラウンから発売された。

## 概要
- 通称「女（ひと）シリーズ」[2] [3] [4]と呼ばれる内の一曲であり、1974年「みちのくの女」以来5年ぶりに出された。
- 2004年にリリースされた「【函館の女】～女シリーズ～その女をたずねて」[5]、2007年にリリースされた「その女をたずねて〜函館から沖縄まで〜」[6]にも収録されている。

## 収録曲
1. 横浜の女
作詞：星野哲郎、作曲・編曲：島津伸男
2. きままな男とはぐれた女
作詞：松井由利夫、作曲：原譲二、編曲：鈴木操